# 노무라 종합연구소

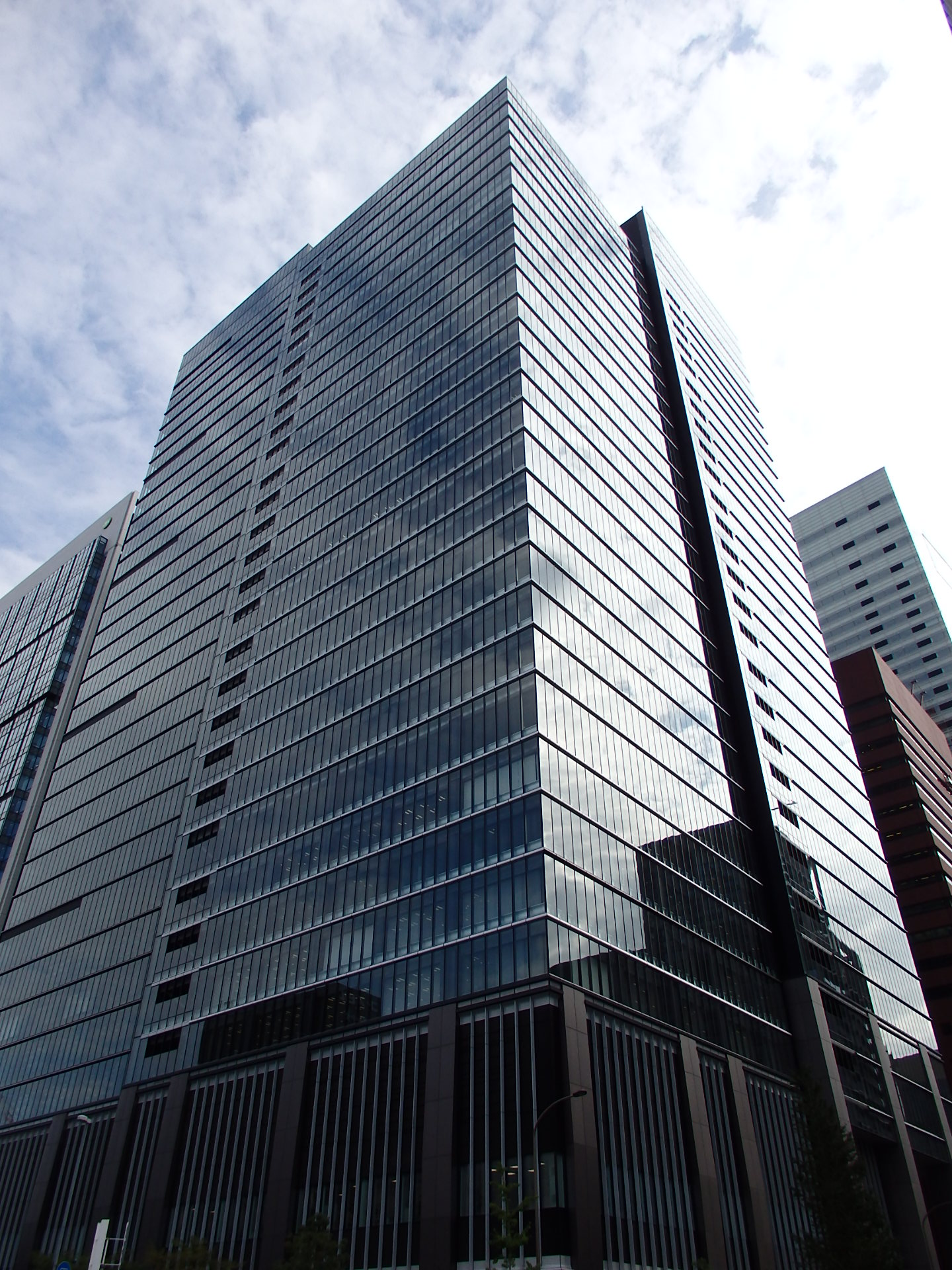
노무라종합연구소

노무라종합연구소(일본어: 野村総合研究所, 영어: Nomura Research Institute, Ltd.)는 도쿄 치요다구에 본사를 둔 일본 최고의 싱크탱크겸 경영컨설팅 회사이다.

## 회사개요
1918년에 노무라 가문 2대손인 노무라 도쿠시치가 설립한 오사카 노무라 은행(大阪野村銀行, 현 리소나 은행, 구 다이와 은행) 증권부가 1925년 12월 25일에 독립하여 노무라 증권으로 개업했다. '조사의 노무라, 정보의 노무라'라고 불렸으며, 풍부한 정보력 및 정확하고 민첩한 분석으로 '노르마증권'이라는 별명을 얻을 정도였다. 노무라 증권은 일본 최초의 증권사이며, 현재 일본 최대의 투자은행, 증권사이다.
그렇게 조사로 유명한 노무라 증권의 조사부를 1965년 4월 1일에 노무라 연구소로 독립시켰다. 일본 최초의 민간싱크탱크이며, 일본 최대의 경영 컨설팅 회사이다.
2000년, 일본 최고의 싱크탱크인 노무라 종합연구소는 기업용 정보시스템을 구축하는 시스템통합(SI)업체로 변신했다. 1966년 설립된 노무라전자계산센터와 합병해 1988년부터 (주)노무라종합연구소로 출범하면서, 시스템개발 업무와 싱크탱크 기능을 병행하게 됐다. 시스템개발이 85%, 싱크탱크는 15% 정도이다.
노무라 종합연구소는 고객의 문제를 예측하고 해결 방법을지도하고 구체적인 해결책을 실시, 운용 해 나가는 일관된 토탈 솔루션 (탐색 × 솔루션)을 제공 할 수 있는 종합적인 체제에 강점이 있다.
네비게이션 솔루션 각각의 서비스에서 전문성이 특화되어 온 분야에 적극적으로 분사화, NRI 그룹을 형성하고있다. 금융업 · 유통업에 강점이 있고 일본 우정 공사 (현 일본 우정 그룹)의 우정 종합 정보 통신 네트워크, 간이 보험 시스템 구축 등 공공 분야도 확대하고있다.
•컨설팅 서비스 - 리서치, 경영 컨설팅, 시스템 컨설팅 등
•IT 솔루션 서비스 - 시스템 개발 패키지 소프트웨어 제품 판매, 아웃소싱 공동 이용형 · 정보 제공 서비스 시스템 기기 등의 제품 판매
미국 펜실베니아 대학의 2015년 및 2016년 글로벌 싱크 탱크 랭킹 (영리 기업 부문)는 5 위에 자리 매김하고있다. 또한 급여 수준은 매우 높으며, 전체 직원의 평균 연봉은 1,156 만엔 (2015년)이다. 또한 매년 실시하는 대졸자 취업 선호도 조사에도 항상 최상위권을 유지하는 등 상당한 명성을 갖고있다.

## 대한민국
싱크탱크 및 경영 컨설팅 회사로 알려져 있는 본사와는 다르게, 대한민국의 노무라종합연구소는 전략 컨설팅 회사에 더 가깝다.
컨설팅을 하고 있는 주요 산업 분야로는 제조/자동차, 유통 및 부동산이다.
2018년 현재 대한민국의 양대 민간 경제 연구소는 삼성경제연구소와 LG경제연구원이다. 1986년 7월, 이병철 회장의 지시로 일본 노무라종합연구소(NRI)를 모델로 하여 삼성경제연구소를 설립했다. 이병철 삼성그룹 회장이 다부치 세쓰야 일본 노무라 증권 회장을 만난 뒤 설립이 추진됐다. 당시 동방생명(현 삼성생명) 부설 삼성경제연구소라는 이름으로 설립됐고, 1991년 삼성경제연구소로 전환됐다.
2004년 삼성경제연구소는 정치, 경제문제 등을 종합적으로 연구, 분석, 예측하는 종합 연구소가 한국에는 없다면서, 브루킹스연구소나 헤리티지재단, 노무라종합연구소 등 세계 유수의 종합연구소와 같은 수준으로 발전시킬 것이라고 밝혔다.
1986년 "한국판 노무라연구소"로 출범한 삼성경제연구소는 2018년 현재 한국 최대의 민간 싱크탱크이다.
한국 재계 5위 롯데그룹 신동빈 회장이 미국 컬럼비아 대학교 MBA 학위를 딴 후, 일본 최대 증권회사인 노무라 증권 직원으로 있다가 일본 롯데그룹에 입사한 후 한국 롯데그룹에 입사했다. 신동빈 회장의 장남도 미국 컬럼비아 대학교 MBA 학위를 딴 후, 노무라 증권 직원으로 일하고 있다.

## 같이 보기
- 싱크탱크